# Sungaibuntu
Sungaibuntu is een bestuurslaag in het regentschap Karawang van de provincie West-Java, Indonesië. Sungaibuntu telt 8613 inwoners (volkstelling 2010).